# Howard Pearce
Howard John Stredder Pearce (Twickenham, Inglaterra, 13 de abril de 1949) fue Gobernador colonial de las Islas Malvinas y el Comisionado Civil para las Islas Georgias del Sur y las Islas Sandwich del Sur (IGSSS). Ocupó ambos cargos desde el 3 de diciembre de 2002. Antes de su nombramiento, Pearce era el Alto Comisionado en Malta a partir de 1999 y hasta el año 2002. Él también trabajó en la Oficina de Asuntos Exteriores de la Commonwealth (Foreign and Commonwealth Office - FCO) en 1972.
Howard Pearce está casado con Caroline Thomée, una arquitecta y fotógrafa neerlandesa, desde octubre del 2004, cuando se convirtió en el primer gobernador en contraer matrimonio en el archipiélago malvinense. De hecho, el día que se celebró la boda, los ciudadanos de las Malvinas tuvieron la jornada festiva, e incluso sonaron las campanas en la iglesia de Grytviken, en Georgia del Sur, en honor a los contrayentes.
El 27 de julio del 2005 se anunció que Howard Pearce abandonaría pronto las Islas Malvinas para ocupar otro trabajo dentro de la FCO. Durante 2006 fue sucedido como Gobernador de las Isla Malvinas y Comisionado Civil de las IGSSS por Alan Huckle, actual gobernador de Anguila, Territorio Británico de Ultramar en el mar Caribe.

### En inglés
- SARTMA: Breezy Wedding con el Gobernador de las Malvinas Archivado el 6 de febrero de 2006 en Wayback Machine.
- Primer Gobernador en wed en las Isla Malvinas
- FCO: Cambio del Gobernador de las Islas Malvinas y Comisionado Civil de las IGSSS
- The World Factbook - Islas Malvinas Archivado el 8 de diciembre de 2005 en Wayback Machine.

- Datos: Q1056021